# Schildklier
De schildklier, glandula thyroidea of verkort het thyroïd is een klier die hormonen afscheidt; namelijk tri-joodthyronine (T3), thyroxine (T4) en calcitonine. De schildklier komt bij alle gewervelde dieren voor en vertoont daarbij dezelfde structuur.
Bij de mens is de schildklier een vlindervormige (endocriene) klier gelegen aan de voorzijde van de hals, voor het strottenhoofd, tegen de luchtpijp aan. Hij bestaat uit twee kwabben, opgebouwd uit follikels (blaasjes). Tussen de schildklierfollikels liggen de parafolliculaire cellen, de zogenaamde C-cellen. De schildklier wordt van bloed voorzien door vier slagaders en is daarmee een van de best doorbloede organen in het lichaam.

## Hormonen
De schildklier produceert schildklierhormonen uit jodium en tyrosine. Het meest bekende schildklierhormoon is thyroxine of T4. Het getal vier duidt er op dat er vier joodatomen gebonden zijn. Als een joodatoom met behulp van een dejodase in de periferie van T4 wordt afgehaald, ontstaat er T3 (tri-joodthyronine). T3 is actiever dan T4, maar komt in mindere mate voor. Beide hormonen beïnvloeden stofwisselingsprocessen.
Het schildklierhormoon stimuleert de stofwisseling en de groei. Ook regelt het de temperatuur van het lichaam. 
De aanmaak van T4 wordt geregeld door de hypothalamus en de hypofyse: TRH (thyreotropinevrijmakend hormoon, thyreotropin releasing hormone) wordt afgescheiden door de hypothalamus. De hypofyse wordt door TRH gestimuleerd om thyreoïdstimulerend hormoon (thyroid stimulating hormone, TSH) af te geven. De schildklier wordt door TSH gestimuleerd om T4 en T3 te maken en af te geven. In de weefsels wordt T4 omgezet naar T3 door dejodases .
De hypothalamus registreert de concentratie T4 in het bloed. Hoe hoger deze concentratie, des te minder TRH de hypothalamus afscheidt. Hierdoor wordt er dus ook minder TSH en T4 afgescheiden (zie ook terugkoppeling). Ook remmen T4 en T3 de afgifte van TSH
De C-cellen tussen de schildklierfollikels produceren het hormoon calcitonine.

## Aandoeningen
De meest voorkomende aandoeningen zijn een te snel werkende schildklier (hyperthyreoïdie, bijvoorbeeld veroorzaakt door de ziekte van Graves) of een te traag werkende schildklier (hypothyreoïdie of congenitale hypothyreoïdie). Er ontstaat respectievelijk een teveel of een tekort aan schildklierhormoon door.

### Hyperthyreoïdie
Hyperthyreoïdie kan veroorzaakt worden door de ziekte van Graves-Basedow, dit is een auto-immuunaandoening waarbij de schildklier wordt gestimuleerd door antilichamen. Deze antilichamen worden geproduceerd door het immuunsysteem van de patiënt. Verder kunnen er ook één of meerdere nodules (knobbeltjes) aanwezig zijn in de schildklier die op eigen houtje schildklierhormoon produceren. In geval het gaat om één dergelijke nodule spreken we van een toxische nodule. Indien er meerdere aanwezig zijn gaat het om een toxische multinodulaire krop. Ook sommige geneesmiddelen kunnen leiden tot een te snel werkende schildklier, bijvoorbeeld amiodarone. Verder bevat contrastvloeistof voor computertomografie (CT) jodium waardoor de werking van de schildklier kan versnellen nadat iemand een contrastonderzoek heeft gekregen.

### Hypothyreoïdie
Hypothyreoïdie of tekort aan schildklierhormoon kan verschillende oorzaken hebben. In geval van een aangeboren tekort aan schildklierhormonen is er sprake van congenitale hypothyreoïdie. Ontstaat de hypothyreoïdie later in het leven, dan is er meestal sprake van de ziekte van Hashimoto (ook wel Hashimoto-thyreoïditis). Dit is een auto-immuunaandoening waarbij het immuunsysteem de schildklier herkent als lichaamsvreemd en vervolgens aanvalt en (deels) vernietigt. Ook kunnen patiënten met hypothyreoïdie een tekort aan schildklierhormoon hebben wanneer een deel van de schildklier of de gehele schildklier chirurgisch is verwijderd. De reden voor verwijdering is meestal een te grote schildklier (krop of struma) ofwel schildklierkanker. Verder zijn er tal van geneesmiddelen die kunnen leiden tot een vertraging van de schildklierwerking, zoals lithium bijvoorbeeld.

### Krop
Een te grote schildklier wordt ook wel krop, struma of goiter genoemd. De schildklier kan in haar totaliteit vergroot zijn. Ook kan het zijn dat de schildklier een of meerdere nodules of cysten bevat die het schildkliervolume doen toenemen. Een krop kan gepaard gaan met een normale schildklierwerking dan wel een hypo- of hyperthyreoïdie. Patiënten met een struma kunnen last ondervinden van de druk in de hals met als klachten: moeilijk slikken, ademhalingsklachten en heesheid.

## Dieren
De schildklier ontstaat embryonaal als een uitstulping van de onderwand van de kieuwdarm. De schildklier bevindt zich in het algemeen in de halsstreek, aan de borstzijde van de luchtpijp; bij vissen ligt dit orgaan onder de kieuwkorf, dicht bij de ventrale aorta. Bij vele visgroepen, reptielen en zoogdieren is er één schildklier; bij de meeste amfibieën, hagedisachtigen en vogels is de schildklier gepaard. Bij beenvissen kan de klier gescheiden zijn in een linker- en rechterhelft, die vaak elk 'uiteengevallen' zijn in kleine stukjes.
De grootte van de schildklier staat in een zekere verhouding tot de grootte van de grondstofwisseling, die vooral door het schildklierhormoon thyroxine wordt geregeld. Walvissen en dolfijnen, die aan grote afkoeling blootstaan en veel bewegen, hebben een relatief hoog schildkliergewicht, evenals de mens, bij wie het, afhankelijk van het lichaamsgewicht, varieert van 25 tot 40 g.
Behalve de bij schildklierhormoon beschreven functie (activering van de celstofwisselingsprocessen) worden bij dieren ook andere werkingen aan het schildklierhormoon toegeschreven, zoals die op de gedaanteverwisseling (bij amfibieën), het vervellen (reptielen) en de rui bij vogels. Verder zorgt schildklierhormoon voor de 'rijping' of transformatie van verschillende enzymsystemen van foetaal stadium in volwassen stadium.